# La Balme-de-Sillingy
Balme-de-Sillingy – miejscowość i gmina we Francji, w regionie Owernia-Rodan-Alpy, w departamencie Górna Sabaudia.
Według danych na rok 1990 gminę zamieszkiwało 3075 osób, a gęstość zaludnienia wynosiła 186 osób/km² (wśród 2880 gmin regionu Rodan-Alpy Balme-de-Sillingy plasuje się na 287. miejscu pod względem liczby ludności, natomiast pod względem powierzchni na miejscu 678.).